# 엘 시드 (영화)

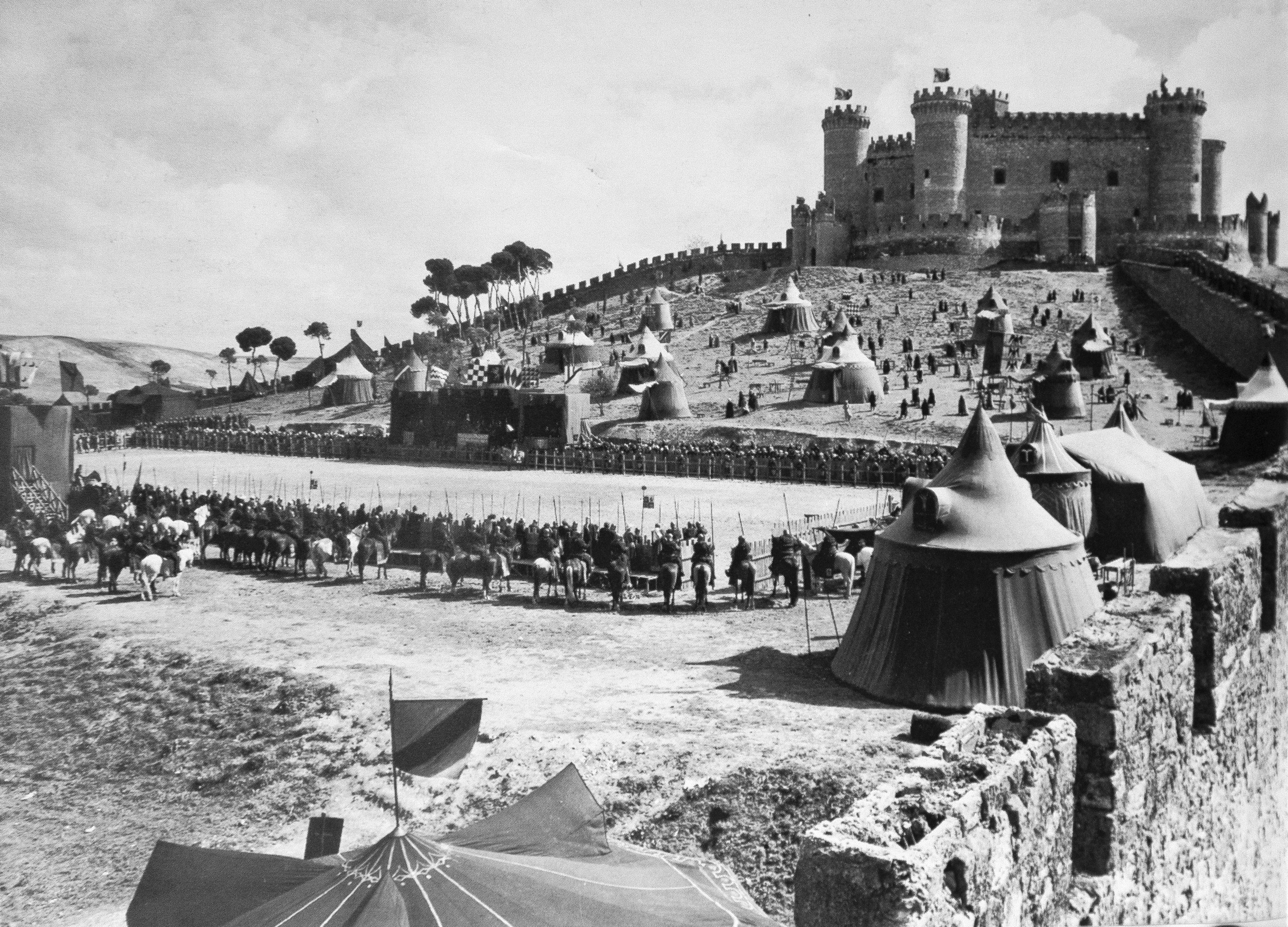

엘 시드(El Cid)는 로드리고 디아스 데 비바르의 일생을 다룬 서사 영화로, 1961년 개봉하였으며, 찰턴 헤스턴과 소피아 로렌이 주연을 맡았다.

## 배역
- 찰턴 헤스턴 : 로드리고 역
- 소피아 로렌 : 히메나 역
- 라프 발로네 : 오르도네즈 역
- 제네비에브 페이지 : 우라카 역
- 존 프레이저 : 알폰소 역
- 허버트 롬 : 벤 유서프 역
- 더글라스 윌머 : 알-무타민 역
- 프랭크 트링 : 알-카디르 역
- 마이클 호르던 : 디에고 역
- 앤드류 크룩생크 : 고르마즈 역
- 게리 레이먼드 : 산초 역
- 랄프 트루먼 : 페르디난드 역
- 마시모 세라토 : 파네즈 역
- 허드 하트필드 : 아리아스 역
- 툴리오 카르미나티 : 사제 역
- 파우스토 토치 : 돌포스 역
- 크리스토퍼 로데스 : 마르틴 역
- 카를로 주스티니 : 베르뮤데즈 역
- 제라르 티치 : 라미로 역
- 바버라 에버레스트 : 수녀원장 역

## 한국판 성우진

### KBS (1994년 6월 6일)
- 유강진 - 돈 로드리고(엘 시드)(찰턴 헤스턴)
- 이경자 - 히메나(소피아 로렌)
- 김현직 - 페르디난드 왕(랄프 트루먼) / 내레이션
- 김민규 - 돈 디에고(마이클 호르던) / 거지 노인
- 박상일 - 가르시아 오르도네즈(라프 발로네)
- 노민 - 고르마즈 백작(앤드류 크룩생크)
- 김정호 - 벤 유서프(허버트 롬) / 라미로 왕(제라르 티치)
- 설영범 - 산초 왕자(게리 레이먼드)
- 이정구 - 알폰소 왕자(존 프레이저)
- 김정미 - 우라카 공주(제네비에브 페이지)
- 김익태 - 알-무타민(더글라스 윌머) / 아리아스(허드 하트필드)
- 강은영 - 수녀원장(바버라 에버레스트) / 히메나의 시녀
- 강구한 - 파네즈(마시모 세라토) / 돈 마르틴(크리스토퍼 로데스)
- 문관일 - 알-카디르(프랭크 트링) / 돌포스(파우스토 토치)
- 김일 - 베르뮤데즈(카를로 주스티니)